# Кирхнер, Херберт
Херберт Кирхнер (нем. Herbert Kirchner; род. 16 мая 1937, Лауша, Тюрингия) — восточногерманский биатлонист. Участник зимних Олимпийских игр 1960 года. Первый биатлонист, стартовавший на Олимпийских играх.

## Биография
Херберт Кирхнер родился 16 мая 1937 года в немецком городе Лауша.
Первоначально занимался в клубе «Форвертс» из Оберхофа лыжными гонками, но в сезоне-1958/59 перешёл в биатлон. Был одним из зачинателей биатлона в Тюрингии.
В 1960 году вошёл в состав Объединённой германской команды на зимних Олимпийских играх в Скво-Вэлли. На дистанции 20 км занял 13-е место, показав результат 1 час 46 минут 35,6 секунды и уступив 13 минут 14 секунд завоевавшему золото Класу Лестандеру из Швеции. По словам Кирхнера, показать более высокий результат ему помешал неправильная смазка лыж: «К сожалению, лыжи тренер полностью намазал воском. Через 8 километров остались только дрова».
Поскольку эта гонка была дебютной в истории олимпийского биатлона, а Кирхнер получил стартовый номер 1, он стал первым биатлонистом, выступившим на зимних Олимпийских играх.
После завершения выступлений работал тренером.